# San Fernando (Azuay)
San Fernando ist eine Ortschaft und die einzige Parroquia urbana im Kanton San Fernando der ecuadorianischen Provinz Azuay. Sie ist Sitz der Kantonsverwaltung. Namensgeber und Schutzpatron ist der heiliggesprochene spanische König Ferdinand von Kastilien. Die Parroquia besitzt eine Fläche von 118,2 km². Die Einwohnerzahl der Parroquia betrug beim Zensus 2010 3244. Davon wohnten 1464 Einwohner im Hauptort San Fernando.

## Lage
Die Parroquia San Fernando befindet sich im Süden der Provinz Azuay. Das Gebiet liegt in der Cordillera Occidental. Der etwa 2700 m hoch gelegene Ort San Fernando befindet sich 40 km südwestlich der Provinzhauptstadt Cuenca. Von San Fernando führt eine Nebenstraße über San Gerardo nach Girón, welches an der Fernstraße E59 (Cuenca–Pasaje) liegt. Das Areal liegt im Einzugsgebiet des Río Jubones und wird nach Süden entwässert.
Die Parroquia San Fernando grenzt im Norden an die Parroquia Baños (Kanton Cuenca), im Nordosten an Chumblín, die einzige Parroquia rural im Kanton San Fernando, im Osten und im Südosten an die Parroquias San Gerardo und Girón (beide im Kanton Girón), im Süden an die Parroquia Abdón Calderón (Kanton Santa Isabel) sowie im Westen an die Parroquias San Salvador de Cañaribamba und Shaglli (beide ebenfalls im Kanton Santa Isabel).

## Geschichte
Anfangs war die Parroquia Teil des Kantons Girón. Am 6. Mai 1986 wurde der Kanton San Fernando gegründet. Der Ort wurde dessen Verwaltungssitz und zu einer Parroquia urbana.